# Kevulgama
Kevulgama és una població de Sri Lanka a la província Central, a l'est de Kandy.
Durant la guerra contra els holandesos (1765-1766) la relíquia de la Dent Sagrada va ser amagada tres anys a una cova a Kevulgama sota custòdia de Rambukwelle Unanse, sent després posada en un nou temple o Maligawa, que es va construir al costat del palau reial a Kandy.